# Нижний Тыхтем
Нижний Тыхтем (баш. Түбәнге Тиктәм) — деревня в Калтасинском районе Республики Башкортостан Российской Федерации. Входит в состав Кельтеевского сельсовета. 

## География

### Географическое положение
Расстояние до:
- районного центра (Калтасы): 14 км,
- центра сельсовета (Большой Кельтей): 7 км,
- ближайшей ж/д станции (Янаул): 82 км.

## Население
| 2002 | 2009 | 2010 |
| ---- | ---- | ---- |
| 194  | ↗198 | ↘159 |

Национальный состав.
Согласно переписи 2002 года, преобладающая национальность — марийцы (54 %).

## Инфраструктура
На территории деревни имеется сельский дом культуры, магазин, ФАП.